# ۷۶۰ (قمری)
۷۶۰ (قمری)، هفتصد و شصتمین سال در گاهشماری هجری قمری است. اول محرم این سال برابر با یازدهم دسامبر سال ۱۳۵۸ میلادی است.

## رویدادها
- نابودی سلسله چلاویان با قتل کیا افراسیاب چلاوی
- تأسیس سلسله سادات مرتضوی هزارجریب
- تأسیس سلسله مرعشیان

## وابسته
- مرینیان
- شاه شجاع